# Vains
Vains est une commune française, située dans le département de la Manche en région Normandie, peuplée de 760 habitants.
Elle fait partie des villages labellisés Village patrimoine, qui œuvrent à mettre en avant leurs patrimoines matériels et/ou immatériels (historique, culturel, naturel, architectural, etc.).

## Géographie

### Localisation

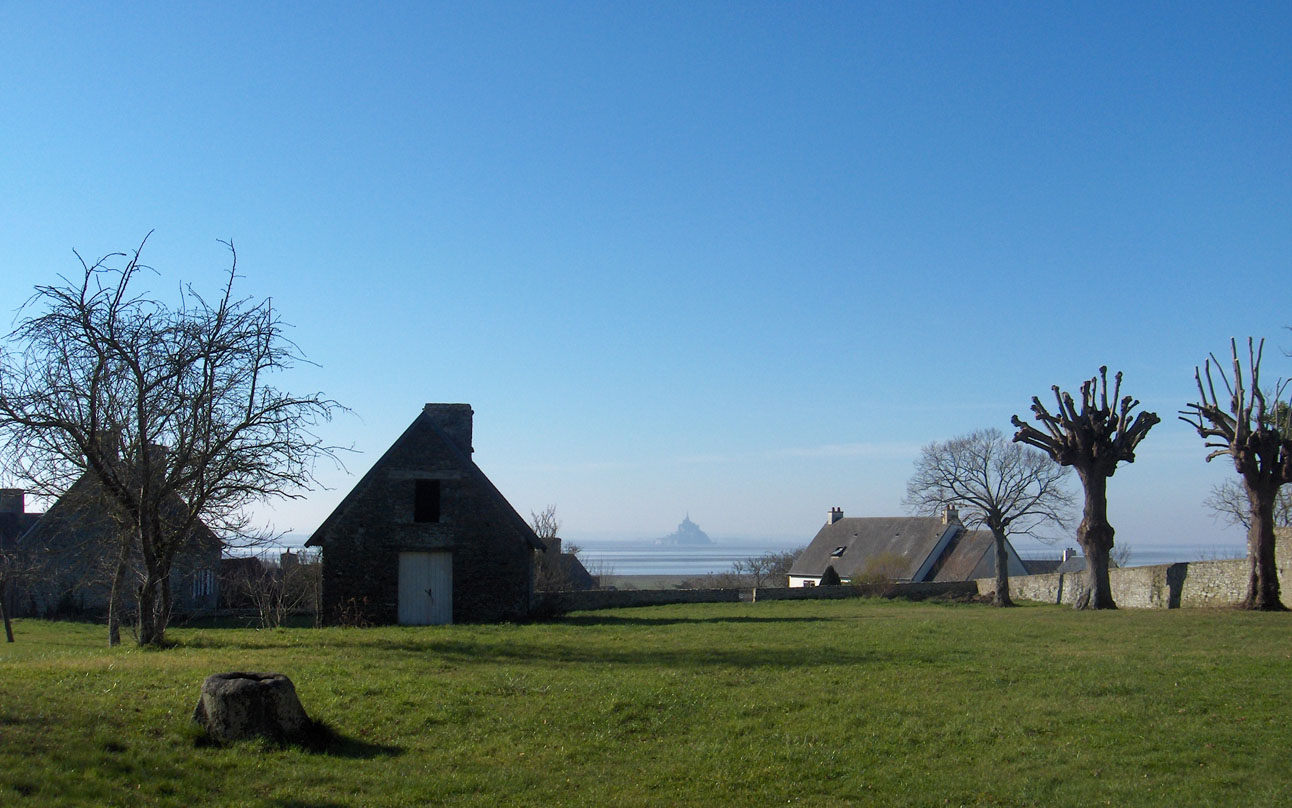
Vains et la baie du mont Saint-Michel.

Vains se trouve au nord de l'estuaire de la Sée et de la Sélune, en baie du Mont-Saint-Michel, le long de 8 kilomètres de rivage. Cette commune est bordée par les communes de Marcey-les-Grèves, sur 2 kilomètres à l'est, Bacilly sur 5 kilomètres au nord et Genêts sur un kilomètre à l'ouest. Outre 858 hectares de surface terrestre, environ 140 hectares de pré salé appartiennent au domaine public maritime.
| Bacilly          | Bacilly          | Bacilly, Marcey-les-Grèves |
| Genêts           | Vains            | Marcey-les-Grèves          |
| Mer de la Manche | Mer de la Manche | Mer de la Manche           |

### Littoral
On distingue trois parties littorales :
1. L’anse de Gisors, bordée par un mondrain, digue artificielle de sable protégée par un muret qui sépare le pré salé de la terre ferme, en partie constituée d'anciens marais. Jusqu'à la Seconde Guerre mondiale la Sée coulait à proximité de l'anse de Gisors.
2. La zone rocheuse du Grouin du Sud, commençant à Paulliette jusqu'à la Bonde, dont on distingue les pointes du Sceu, de la Chaire, du Corps de Garde et de Bigard. Entre les pointes de la Chaire et celle du Corps de Garde se trouve une petite plage de galets dénommée Brèche à la Brebis.
3. L'anse du Grand Port ou de Saint-Léonard. Le Grouin du Sud est historiquement l'un des points de départ de la traversée de la baie par les pèlerins du mont Saint-Michel à travers les grèves.

Jusqu'à la Seconde Guerre mondiale coulait une rivière, au milieu de l'anse de Gisors.

### Géologie
Le sous-sol est constitué de schiste ayant plus de 600 millions d'années. Sur ce substrat s'est déposé, dans les vallées de Beaumanoir et du ruisseau des Landes, un dépôt de sables éoliens, il y a environ 25 000 ans. Dans les parties inférieures, la marée a déposé au fil des millénaires limons et tangues très fertiles, depuis la transgression flandrienne.
L'altitude varie de huit à trente six mètres.

### Voies et urbanisme
Vains est traversé par la route départementale 911 reliant Avranches à Granville par la côte. La route départementale 591 relie la D 911, au niveau du Pont de Vains, au Bourg de Saint-Léonard.
Cette commune comprend deux bourgs distants de trois kilomètres et une vingtaine de lieux-dits habités.
Le chef-lieu, où se trouvent mairie, église et écoles, est le bourg de Vains. Il s'est développé par la construction de lotissements au Raulin, au Guéteny et à la Bucaille. ainsi que des maisons individuelles aux Domaines, un peu plus loin, la Haguille et les Tisonnières.
L'autre bourg est appelé Saint-Léonard, construit autour d'un prieuré bénédictin du même nom.
Plusieurs maisons sont implantées le long de la côte. Les secteurs récemment urbanisés au nord du bourg en lotissement sont la Haguille et les Tisonnières, complétés par des constructions sur des terrains individuels à proximité.

### Hydrographie
La commune est située dans le bassin Seine-Normandie. Elle est drainée par la Sée, le fossé 01 des Porteaux, le fossé 04 de la Vannerie et le Vergon,,.
La Sée, d'une longueur de 79 km, prend sa source dans la commune de Sourdeval et se jette  dans le golfe de Saint-Malo en limite du Val-Saint-Père et de Vains, après avoir traversé 20 communes.

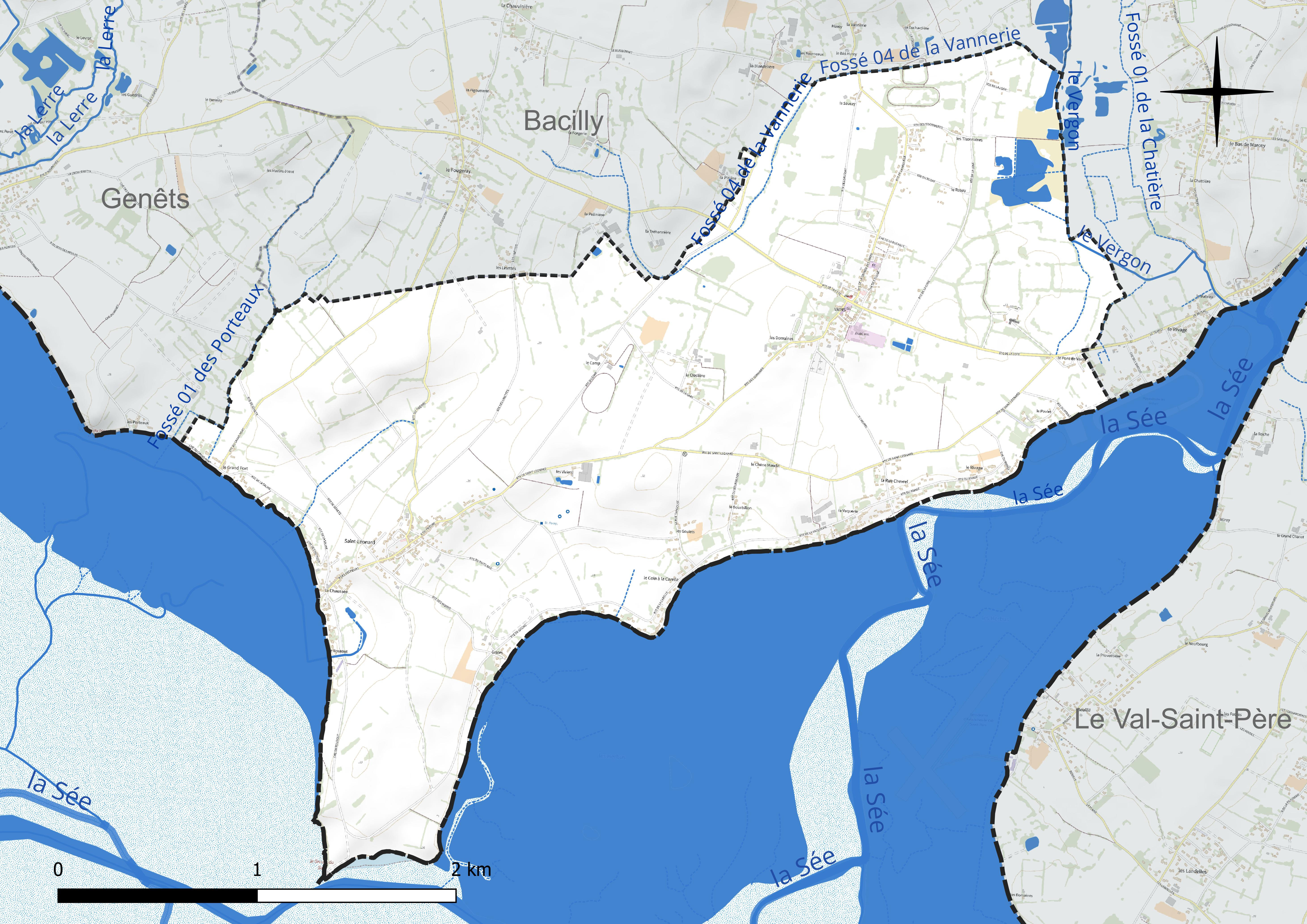
Réseau hydrographique de Vains.

### Climat
Pour des articles plus généraux, voir Climat de la Normandie et Climat de la Manche.
En 2010, le climat de la commune est de type climat océanique franc, selon une étude du CNRS s'appuyant sur une série de données couvrant la période 1971-2000. En 2020, Météo-France publie une typologie des climats de la France métropolitaine dans laquelle la commune est exposée à un climat océanique et est dans la région climatique  Bretagne orientale et méridionale, Pays nantais, Vendée, caractérisée par une faible pluviométrie en été et une bonne insolation. Parallèlement le GIEC normand, un groupe régional d’experts sur le climat, différencie quant à lui, dans une étude de 2020, trois grands types de climats pour la région Normandie, nuancés à une échelle plus fine par les facteurs géographiques locaux. La commune est, selon ce zonage, exposée à un « climat maritime », correspondant au Cotentin et à l'ouest du département de la Manche, frais, humide et pluvieux, où les contrastes pluviométrique et thermique sont parfois très prononcés en quelques kilomètres quand le relief est marqué.
Pour la période 1971-2000, la température annuelle moyenne est de 11,2 °C, avec une amplitude thermique annuelle de 12 °C. Le cumul annuel moyen de précipitations est de 813 mm, avec 13,3 jours de précipitations en janvier et 7,5 jours en juillet. Pour la période 1991-2020, la température moyenne annuelle observée sur la station météorologique la plus proche, située sur la commune de Pontorson à 16 km à vol d'oiseau, est de 11,9 °C et le cumul annuel moyen de précipitations est de 821,3 mm,. Pour l'avenir, les paramètres climatiques de la commune estimés pour 2050 selon différents scénarios d’émission de gaz à effet de serre sont consultables sur un site dédié publié par Météo-France en novembre 2022.

### Milieux naturels et biodiversité
Le Grouin du Sud abrite une faune et une flore très riches. La pointe de la Chaire desservie par la route et un parking est très fréquentée surtout lors des grandes marées. On peut y admirer un magnifique panorama allant du fond de la baie du Mont-Saint-Michel jusqu'à Cancale, avec, en face le Mont-Saint-Michel et Tombelaine, situés à six kilomètres.
Le domaine public maritime est libre, tout en demeurant vigilant envers les dangers que recèle la baie (risques d'enlisement et d'encerclement par la mer, sables mouvants). Il est fortement conseillé de faire appel à un guide.
Le marais du Vergon est aussi un site intéressant pour son avifaune et la vue sur la colline d'Avranches.

## Urbanisme

### Typologie
Au 1er janvier 2024, Vains est catégorisée commune rurale à habitat dispersé, selon la nouvelle grille communale de densité à sept niveaux définie par l'Insee en 2022.
Elle est située hors unité urbaine.
Par ailleurs la commune fait partie de l'aire d'attraction d'Avranches, dont elle est une commune de la couronne,. Cette aire, qui regroupe 32 communes, est catégorisée dans les aires de moins de 50 000 habitants,.
La commune, bordée par la Manche, est également une commune littorale au sens de la loi du 3 janvier 1986, dite loi littoral. Des dispositions spécifiques d’urbanisme s’y appliquent dès lors afin de préserver les espaces naturels, les sites, les paysages et l’équilibre écologique du littoral, comme le principe d'inconstructibilité, en dehors des espaces urbanisés, sur la bande littorale des 100 mètres, ou plus si le plan local d'urbanisme le prévoit.

### Occupation des sols
L'occupation des sols de la commune, telle qu'elle ressort de la base de données européenne d’occupation biophysique des sols Corine Land Cover (CLC), est marquée par l'importance des territoires agricoles (94,6 % en 2018), une proportion sensiblement équivalente à celle de 1990 (93,9 %).
La répartition détaillée en 2018 est la suivante : prairies (46,1 %), terres arables (29,5 %), zones agricoles hétérogènes (18,9 %), zones urbanisées (3,4 %), zones humides côtières (1,4 %), espaces verts artificialisés, non agricoles (0,5 %), eaux maritimes (0,1 %).

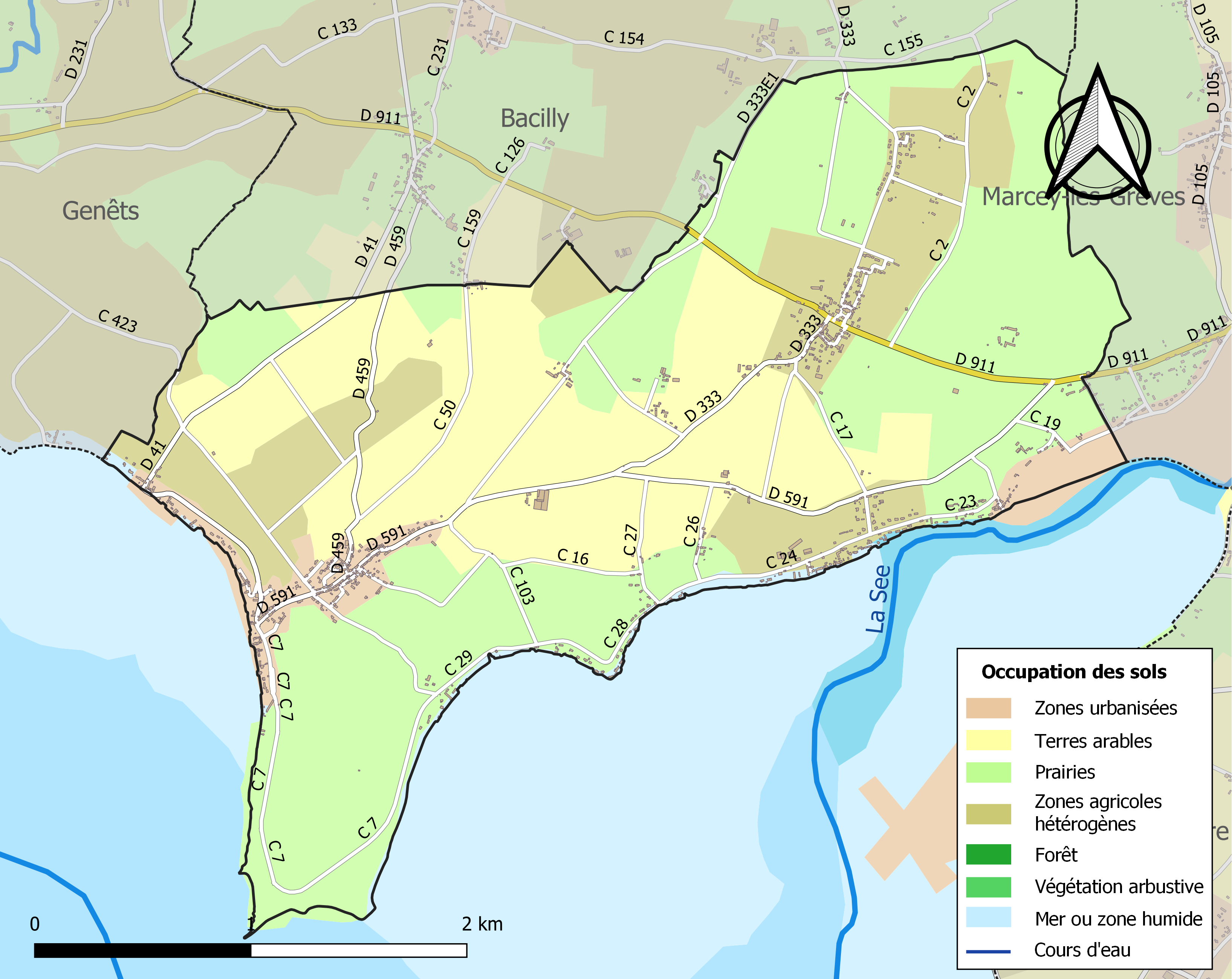
Carte des infrastructures et de l'occupation des sols de la commune en 2018 (CLC).

L'évolution de l’occupation des sols de la commune et de ses infrastructures peut être observée sur les différentes représentations cartographiques du territoire : la carte de Cassini (XVIIIe siècle), la carte d'état-major (1820-1866) et les cartes ou photos aériennes de l'IGN pour la période actuelle (1950 à aujourd'hui).

## Toponymie
Le nom de la paroisse est Saint-Pierre-de-Vains. Dans certains documents du vingtième siècle la commune était dénommée Vains-Saint-Léonard.
Ancienne prononciation conformément aux formes anciennes : « vin » [vɛ̃].
Le nom de la localité est attesté sous les formes Veim en 1061 (Marie Fauroux), Vehim en 1121 (Del. notes), Vein en 1121-1133 (Lucien Musset), De Veino en 1165 (Robert de Torigni).
Diverses hypothèses ont été avancées sur l'origine du nom, sans grand fondement.
Il est plausible d'y voir un terme celtique plutôt que gallo-romain, car si les types toponymiques gallo-romains sont généralement identifiables, le celtique ancien reste par contre assez mal connu. En l'état des connaissances, l'origine du toponyme est incertaine,.
Le gentilé est Vainquais, par attraction du mot vaincre.

## Histoire

### Antiquité
Des fouilles de sauvetage ont été menées en 1972 sur les vestiges d'un camp antique. On y voit encore un grand talus dénommé Grand Dick ou Fossé du Diable, situé près du lieu-dit les Linettes.

### Moyen Âge
Une partie importante du territoire de Vains fut, en 1087, une seigneurie donnée, par Guillaume le Conquérant, à l'abbaye Saint-Étienne de Caen, qui y fonda le prieuré de Saint-Léonard, autour duquel une agglomération se constitua.
De ce prieuré dépendait un fief vassal dit « de Vains », appartenant à l'origine à une famille de ce nom, puis aux familles de Thieuville, de Mauny, Goyon de Matignon, d'Espinay, de  Mathan et de La Beslière. Marc-Antoine de La Bellière, seigneur de Vains, chevalier de Saint-Louis, fut en 1789, député de la noblesse aux États Généraux.
Un autre petit fief, Canon, avait son manoir à Saint-Léonard. Il dépendait du fief du Grippon. L'évêque d'Avranches, le doyen du chapitre de la cathédrale et un chanoine y possédaient aussi des biens, de même que le prieuré de Tombelaine. Le curé était nommé par le doyen du chapitre avant la Révolution.
Sur le Champ de Foire, se tenait une foire annuelle.

### Époque contemporaine
Réputée pour la pureté de son air et la magnificence du site, Saint-Léonard accueillit dès 1840 en villégiature des Parisiens, soucieux de profiter d'un climat de qualité.
Entre les deux guerres mondiales, la commune vit s'installer une petite communauté immigrante originaire de Pologne. Cette période marqua la fin des départs massifs des pêcheurs de la baie du Mont-Saint-Michel vers Terre-Neuve et Saint-Pierre-et-Miquelon.
Occupée pendant la Seconde Guerre mondiale, Vains abrita une délégation locale de la kommandantur, et un camp militaire au Grouin du Sud, dont la présence ne parvint cependant pas à entraver le courage de ses habitants qui hébergèrent des réfugiés. Elle fut libérée le 31 juillet 1944 lors de la percée d'Avranches.

#### Activités liées à la mer
Deux activités importantes, liées à la mer, faisaient vivre une bonne partie de la population dans les siècles passés : la fabrication du sel et la pêche à pied.
La fabrication du sel remonterait au VIIIe siècle. Ce sel ignifère se faisait par lessivage-filtrage à partir de sablon salé récolté sur les grèves. Les sauniers faisaient bouillir la saumure ainsi obtenue dans des bacs en plomb que l'on faisait chauffer au feu de bois afin d'obtenir la cristallisation du sel. Avant la Révolution, il existait 111 salines familiales et artisanales sur le littoral de Vains sur un total de 225 exploitées dans la baie du Mont-Saint-Michel. Chaque saline employait environ trois personnes et produisait 15 tonnes de sel par an, rapport que l'on pouvait comparer à l'exploitation d'une ferme de 20 hectares.
En 1639, Saint-Léonard a été le point de départ d'une révolte populaire (la révolte des Nu-pieds) en raison d'un projet d'augmentation de l'impôt sur la production de sel envisagé par Richelieu sous le règne de Louis XIII. En effet, en Basse-Normandie, l'impôt jusque-là ne représentait que le quart de la production, d'où le nom de sel de quart bouillon. Richelieu envisageait d'y appliquer le régime de grande gabelle qui sévissait dans le reste de la Normandie. Les salines ont disparu au milieu du XIXe siècle.
La pêche à pied quant à elle, consiste à tendre des filets ou casiers sur les grèves ou les rivières les manœuvrer. On pêchait autrefois des saumons, grâce à des barrages de filets tenus dans la rivière. Les mulets étaient pris avec un trémail posé sur des piquets ou en manœuvrant une senne. Pour les anguilles on utilisait des sortes de casiers appelés bourroches. Pour les crevettes grises, on pouvait pousser une bichette ou tendre sur des piquets une tesure, sorte de filet en forme d'entonnoir avec une ouverture rectangulaire.
En 1900, on dénombrait encore une cinquantaine de pêcheurs, les femmes ramassaient les coques. En raison du déclin des salines, au XIXe siècle, une partie importante de la population fut obligée de chercher un emploi ailleurs. Certains entrèrent dans les douanes, d'autres s'embarquèrent pour la grande pêche à la morue sur les bateaux granvillais. Certains s'installèrent à Saint-Pierre-et-Miquelon et Terre-Neuve (famille Hamel, cf. le roman de Pierre Loti, Pêcheur d'Islande).
La baie devenue moins poissonneuse entraîna la diminution du nombre de pêcheurs. Actuellement une bonne partie des habitants travaille à Avranches. La pêche, essentiellement distraction de nos jours, se pratique aujourd'hui à marée basse, au moyen de carrelets.
Quelques retraités extérieurs se sont installés sur le littoral ou dans le bourg de Saint-Léonard. En 1990, un petit musée associatif présentait la fabrication du sel et la pêche à pied. Il a été remplacé en 2001 par l’Écomusée de la Baie gérée et administrée par le conseil départemental de la Manche.
Des traversées de la baie vers le Mont-Saint-Michel sont proposées au départ de la commune.

## Politique et administration

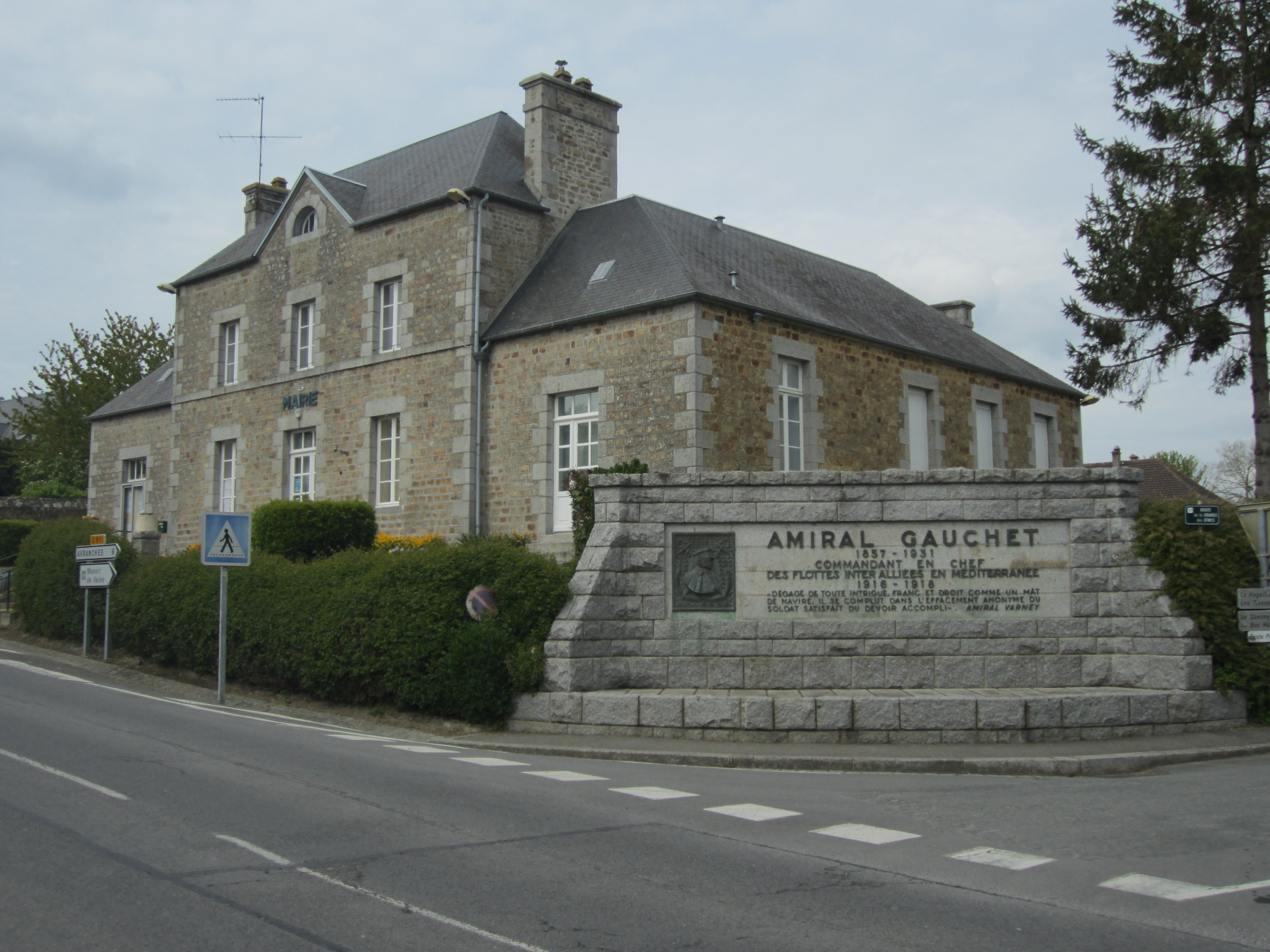
La mairie.

Le conseil municipal est composé de quinze membres dont le maire et trois adjoints.

## Équipements et services publics

### Enseignement
- Écoles : primaires publique et privée Saint-Michel, maison familiale rurale préparant au BEPA Services aux personnes.

## Population et société

### Démographie
L'évolution du nombre d'habitants est connue à travers les recensements de la population effectués dans la commune depuis 1793. Pour les communes de moins de 10 000 habitants, une enquête de recensement portant sur toute la population est réalisée tous les cinq ans, les populations de référence des années intermédiaires étant quant à elles estimées par interpolation ou extrapolation. Pour la commune, le premier recensement exhaustif entrant dans le cadre du nouveau dispositif a été réalisé en 2004.
En 2022, la commune comptait 760 habitants, en évolution de +4,97 % par rapport à 2016 (Manche : −0,31 %, France hors Mayotte : +2,11 %).
Au premier recensement républicain, en 1793, Vains comptait 1 644 habitants, population jamais atteinte depuis.
| 1793  | 1800  | 1806  | 1821  | 1831  | 1836  | 1841  | 1846  | 1851  |
| ----- | ----- | ----- | ----- | ----- | ----- | ----- | ----- | ----- |
| 1 644 | 1 514 | 1 549 | 1 637 | 1 266 | 1 179 | 1 254 | 1 204 | 1 111 |

| 1856  | 1861  | 1866 | 1872 | 1876 | 1881 | 1886 | 1891 | 1896 |
| ----- | ----- | ---- | ---- | ---- | ---- | ---- | ---- | ---- |
| 1 067 | 1 011 | 923  | 885  | 854  | 807  | 786  | 714  | 709  |

| 1901 | 1906 | 1911 | 1921 | 1926 | 1931 | 1936 | 1946 | 1954 |
| ---- | ---- | ---- | ---- | ---- | ---- | ---- | ---- | ---- |
| 676  | 669  | 606  | 509  | 539  | 573  | 578  | 577  | 558  |

| 1962 | 1968 | 1975 | 1982 | 1990 | 1999 | 2004 | 2006 | 2009 |
| ---- | ---- | ---- | ---- | ---- | ---- | ---- | ---- | ---- |
| 503  | 457  | 461  | 518  | 623  | 666  | 725  | 758  | 730  |

| 2014 | 2019 | 2022 | - | - | - | - | - | - |
| ---- | ---- | ---- | - | - | - | - | - | - |
| 749  | 745  | 760  | - | - | - | - | - | - |

### Manifestations culturelles et festivités
- Fête patronale : premier dimanche de septembre (fête de la Baie).

### Sports et loisirs
Passage du GR 223 le long du littoral. Boucles de petite randonnée.
Traversées de la Baie.

## Économie
Une vingtaine d'emplois salariés sont recensés sur la commune. Deux restaurants sont les seuls commerces alimentaires. À Saint-Léonard, une boutique d'artisanat vend du linge de maison.
Moins d'une dizaine d’exploitations agricoles sont implantées dans la commune. La principale est aux Viviers, elle transforme le lait produit par ses vaches en caramels. Sur les prés salés, sont élevés des moutons de même nom. Quelques artisans travaillent dans le bâtiment. En 1995, environ 170 salariés sont occupés à l'extérieur et 24 chômeurs résident à Vains[Passage à actualiser].

## Culture locale et patrimoine

### Patrimoine civil

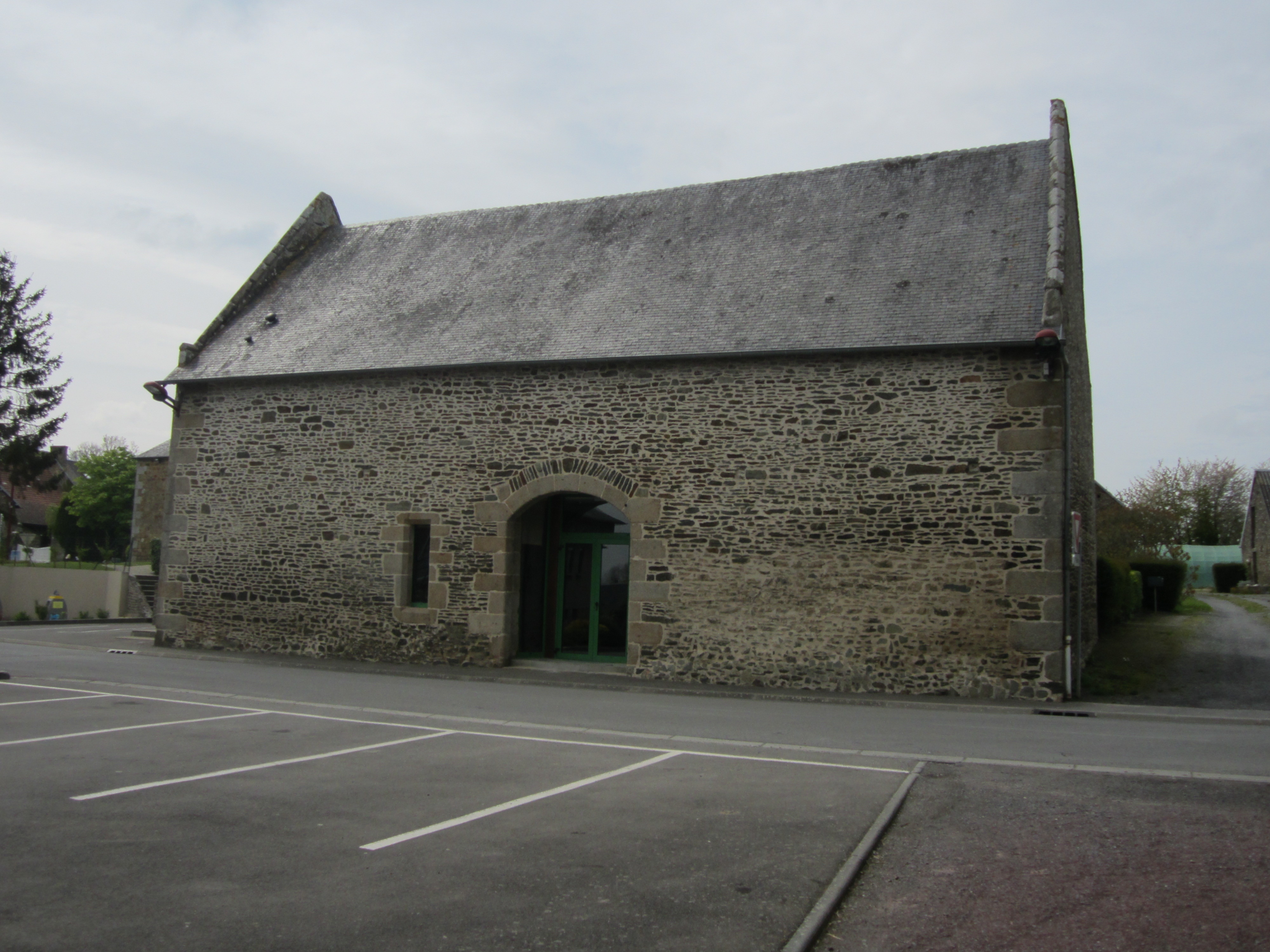
La grange dîmière.

- Manoir de Vains des XVIIe et XIXe siècles et sa chapelle. Ancienne résidence de la famille de Mathan, il est inscrit au titre des monuments historiques par arrêté du 27 décembre 1994[39]. Il est composé d'un logis, d'une chapelle et d'un bâtiment à usage de corps de garde.
- Maison du Neufboug qui a appartenu à la famille de Lancesseur de La Polinière.
- Le Grand Dick ou Fossé du Diable au camp des Linettes. Le talus de 200 m de long est le vestige d'un retranchement probablement antique, remaniés aux Xe et XIe siècles[40].
- Granges dîmières du XVIIe siècle. L'une à l'entrée du bourg de Saint-Léonard, l'autre près de l'église au bourg de Vains. Cette dernière a été restaurée par la commune afin de servir de salle polyvalente et de cantine.
- Anciennes maisons du bourg et vieux puits à Saint-Léonard.

### Patrimoine religieux

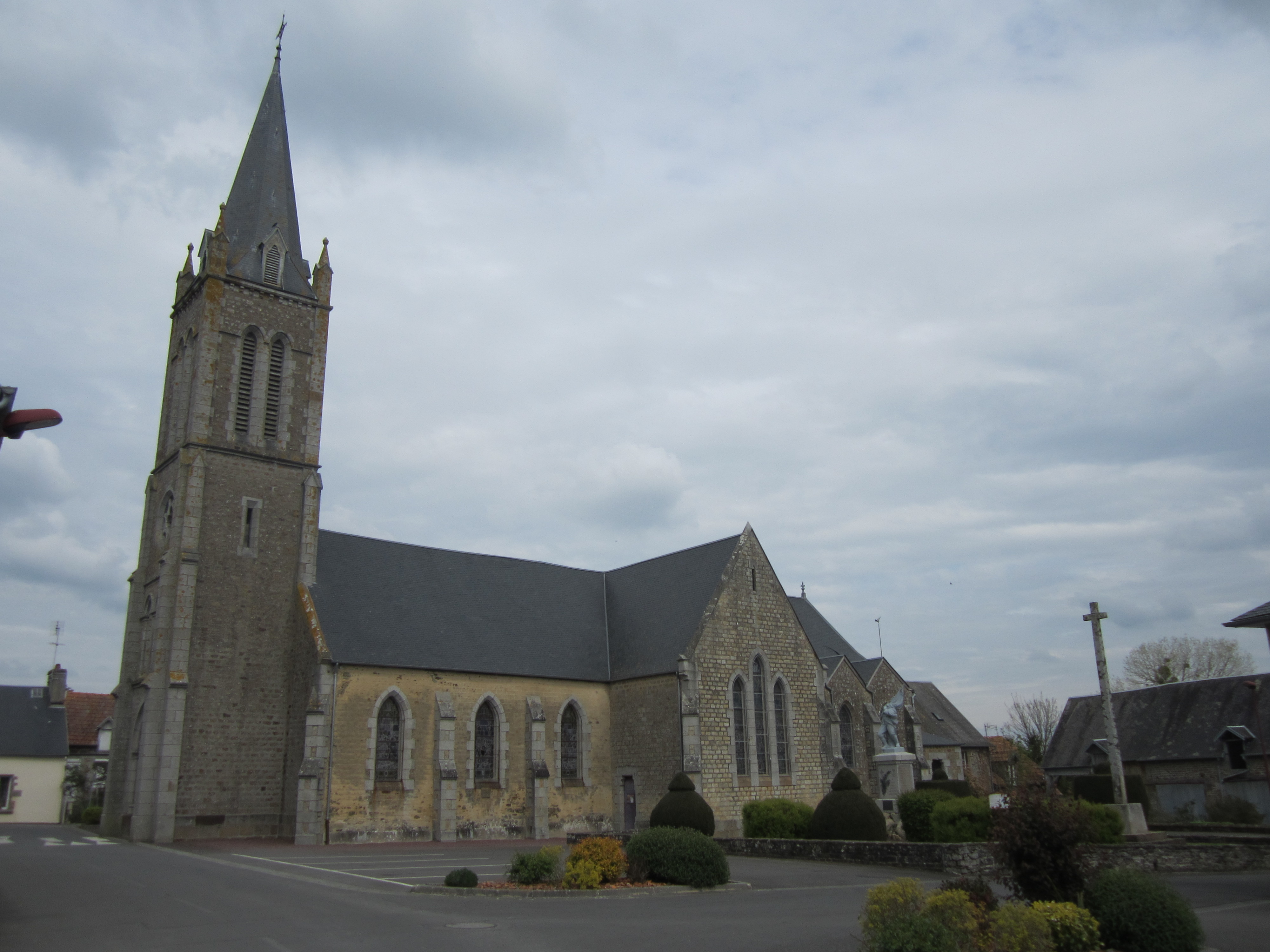
L'église Saint-Pierre de Vains.

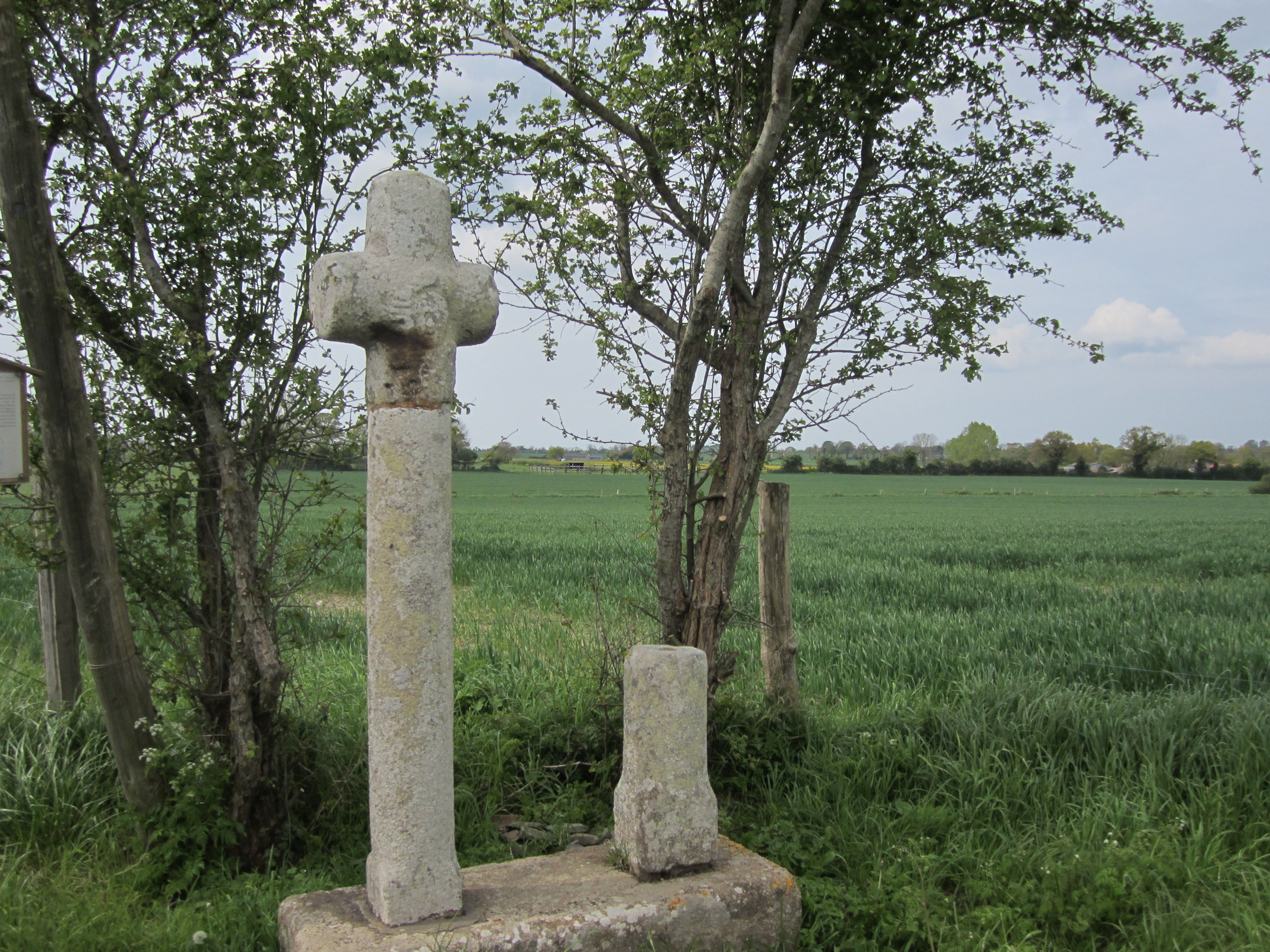
Les Trois-Croix.

L'église Saint-Pierre de Vains a été refaite en partie aux XVIIIe et XIXe siècles. L'édifice abrite un calice et sa patène du XVIIe classés au titre objet aux monuments historiques ainsi que l'enfeu de Catherine d'Estouteville décédée en 1521, et un tableau du XVIIIe.
L'ancien prieuré Saint-Léonard des XIe – XVIIe siècles, fut fondé à la suite de la donation du fief de Vains par Guillaume le Conquérant à la fin du XIe siècle à l'abbaye bénédictine Saint-Étienne de Caen, monastère qu'elle conservera jusqu'à la Révolution. Transformé alors en ferme, il fut considérablement remanié, puis restauré à la fin du XXe siècle. Il n'en subsiste que la chapelle, ancienne prieurale, et le logis prieural attenant à l'église récemment[Quand ?] convertie en habitation. L'édifice possède un clocher roman située entre le chœur et la nef. La tour est formée d'une base carrée surmontée de deux étages en léger retrait l'un par rapport à l'autre. Le premier étage devait être aveugle avant les remaniements de la Révolution. Le deuxième étage est orné de deux arcatures jumelles en plein-cintre sur ses faces nord, est et sud. Il est surmonté d'un toit en bâtière reposant sur une corniche. Celle-ci est soutenue par des modillons sculptés de têtes humaines ou moulurés en quart-de-rond
L'église est classée au titre des monuments historiques par arrêté du 6 janvier 1970 et le mur d'enceinte, et l'enclos délimité par cette enceinte, est inscrit par arrêté du 8 janvier 1970.
Le monument est privé, mais l'église est ouverte au public par la porte nord. Elle abrite une statue de saint Léonard du XVIe siècle classée au titre objet aux monuments historiques.

#### Autres monuments religieux
- Chapelle Notre-Dame-du-Vert-Bois, ancienne chapelle du manoir de Vains.
- Statue, érigée en 1865, de Notre-Dame-de-la-Salette, au milieu d'un bosquet à proximité du manoir.
- Statue, érigée en 1931, de saint Léodewald appelé ici Léonard, à la Chaussée.
- Croix de chemin au lieu-dit les Trois Croix. Les deux petites sont anciennes. La troisième est du dix neuvième siècle.
- Croix de l'ancien cimetière datée de 1744, près de l'église.

### Patrimoine culturel
L'écomusée de la baie du mont Saint-Michel est un centre d'interprétation de la baie : exposition permanente sur la géologie, la vie animale et végétale dans la baie et les activités traditionnelles. Ouvert en 2001 dans un ancien grand corps de ferme restauré. Une saline a été reconstituée.

### Personnalités liées à la commune
- Saint Léodowald, appelé aussi saint Léonard, 8e évêque d'Avranches de 578 à 614, qui a donné son nom au prieuré et au bourg qui l'entoure.
- Raoul de Thieuville, évêque d'Avranches de 1269 à 1292.
- Marc Valentin Regnouf de Vains (1778-1843), homme politique, maire, député de l’arrondissement d'Avranches de 1815 à 1816 et de 1820 à 1827.
- Émile Littré, auteur du Dictionnaire de la langue française dont les ancêtres étaient sauniers à Vains[44].
- Victor Poulard, hôtelier au Mont-Saint-Michel, dont les ancêtres étaient pêcheurs à Vains.
- Amiral Dominique Gauchet (Vains, 1857 - 1931), commandant des Forces alliées en Méditerranée en 1916.